# Toxoproctis
Toxoproctis é um gênero de traça pertencente à família Arctiidae.